# Puchar Zdobywców Pucharów Maghrebu (1974)
Puchar Zdobywców Pucharów Maghrebu (1974) był 5. i przedostatnią edycją tych historycznych rozgrywek piłkarskich. Turniej odbywał się w stolicy Tunezji, Tunisie. W rozgrywkach brały udział 4 zespoły. Puchar zdobyła drużyna MC Alger.

## Półfinały
MC Alger ? – ? (karne: 3 – 1)  Chabab Mohammédia

 FUS Rabat ? – ?  AS Marsa

## Mecz o 3. miejsce
AS Marsa 1 – 1  Chabab Mohammédia

## Finał
MC Alger 1 – 1 (karne: 4 – 2)  FUS Rabat